# Кочуново (Мордовия)
Кочуново - село в Ромодановском районе. Население 294 чел. (2001), в основном русские.
Расположено на берегу р. Аморды, в 13 км от районного центра и 2 км от железнодорожного разъезда 63 км. Название-антропоним: от имени-прозвища Кочун (Качун), основателя населенного пункта. В «Списке населённых мест Пензенской губернии» (1869) Кочуново - деревня владельческая из 70 дворов Саранского уезда. В 1913 г. в Кочунове имелись церковно-приходская школа, водяная мельница и кузница. В 1930 г. был образован колхоз, в конце 1950-х гг. - укрупнённый «Волна революции», в 1999 г. вошёл в ТНВ ОАО «Ромодановсахар и Ко», с 2001 г. - СПК им. Суворова. В современной инфраструктуре села - средняя школа, клуб, магазин, фельдшерско-акушерский пункт. В Кочуновскую сельскую администрацию входят с. Большое Чуфарово (55 чел.), д. Курган (31), пос. Маяк (8) и Совхоз «Садвинтрест» (365 чел.).

## Известные люди села
- Елизарова, Прасковья Васильевна (1914-1989) - Герой Социалистического Труда, звеньевая колхоза «Волна революции» Ромодановского района Мордовской АССР.

П. В. Елизарова, химик А. Г. Барнашов, заслуженного учителя школы МАССР В. С. Дёмин, М. Г. Маркелов, живописец Б. В. Маркелов, актриса Е. Д. Миронова.

## Источник
- Энциклопедия Мордовия, М. С. Волкова.